# Volta a Llombardia 1911

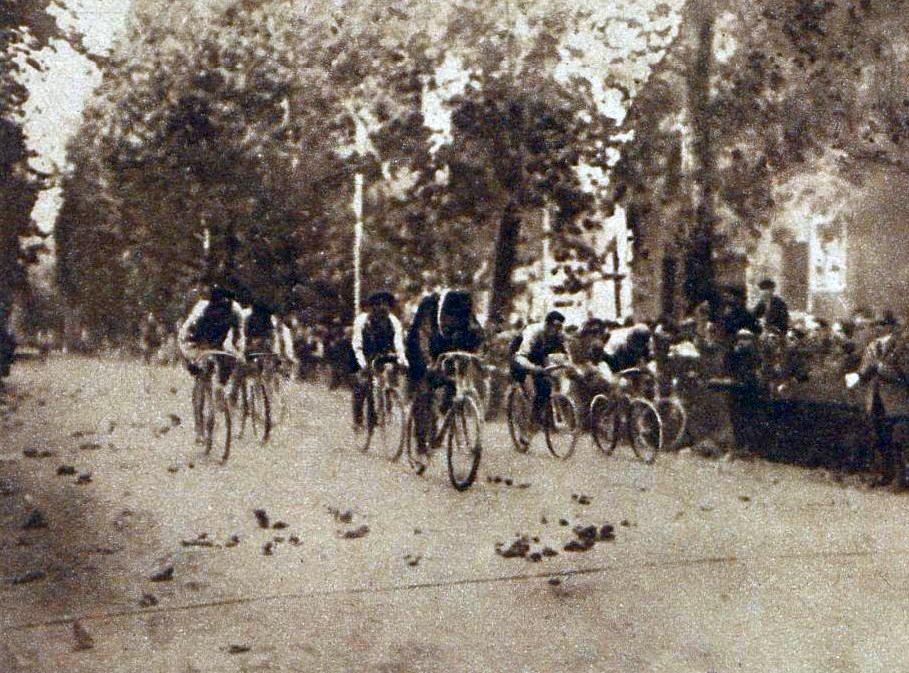
Fotografia d'Henri Pélissier, vencedor de la prova.

La Volta a Llombardia 1911 fou la 7a edició de la Volta a Llombardia. Aquesta cursa ciclista organitzada per La Gazzetta dello Sport es va disputar el 2 de novembre de 1911 amb sortida a Milà i arribada a Sesto San Giovanni després d'un recorregut de 232 km.
Participaren els equips Senior-Polack, Legnano, Peugeot, Bianchi, Fiat, Torino, Alcyon-Dunlop, Atala-Dunlop i La Française-Diamant
La competició fou guanyada pel francès Henri Pélissier per davant del guanyador de l'any anterior Giovanni Micheletto (Bianchi) i del belga Cyrille van Hauwaert (La Française-Diamant).

## Desenvolupament
El recorregut de la prova es fa en pilot. Només les avaries i punxades provoquen que els corredors perdin contacte amb el grup principal com és el cas d'Émile Georget, Charles Crupelandt, Georges Passerieu, Octave Lapize i Enrico Verde. La victòria es decideix en un esprint massiu on s'imposa Henri Pélissier a Giovanni Micheletto i Cyrille van Hauwaert. L'arribada de tants corredors junts fa impossible la classificació de tots ells. Així les posicions quarta i setena es donen ex-aqueo entre diversos ciclistes.

## Classificació general
|    | Ciclista             | Equip                | Temps      |
| -- | -------------------- | -------------------- | ---------- |
| 1  | Henri Pélissier      | Individual           | 7h 34' 30" |
| 2  | Giovanni Micheletto  | Bianchi              | m. t.      |
| 3  | Cyriel van Hauwaert  | La Française-Diamant | m. t.      |
| 4  | Maurice Brocco       | Alcyon-Dunlop        | m. t.      |
| 4  | Carlo Durando        | Torino               | m. t.      |
| 4  | Leopoldo Torricelli  | Individual           | m. t.      |
| 7  | Georges Tribouillard | Individual           | m. t.      |
| 7  | Carlo Galetti        | Bianchi              | m. t.      |
| 7  | Emilio Chironi       | Individual           | m. t.      |
| 7  | Dario Beni           | Bianchi              | m. t.      |
| 7  | Pierino Albini       | Atala-Dunlop         | m. t.      |
| 12 | Luigi Ganna          | Atala-Dunlop         | + 5"       |